# 瀨戶內電視台
瀨戶內電視台（日语：／ Terebi Setouchi */?，簡稱TSC）是一家本部位于岡山市的電視台，播出地區為岡山縣和香川縣。瀨戶內電視台是TXN在中國、四國地方的唯一成員，也是TXN在日本五大都市圈以外的唯一成員。瀨戶內電視台的識別呼號為JOPH-DTV，遙控器號碼和TXN核心局東京電視台同為7頻道，開播于1985年10月1日。

## 資本構成
下表列出2015年3月31日時瀨戶內電視台的主要股東:414：
| 資本金   | 发行股份總數 | 股東数 |
| -------- | ------------ | ------ |
| 16億日元 | 32,000股     | 27     |

| 股東           | 持有股份數 | 比例   |
| -------------- | ---------- | ------ |
| 山陽新聞社     | 10,912股   | 34.10% |
| 日本經濟新聞社 | 06,152股   | 19.22% |
| 三友學園       | 04,272股   | 13.35% |
| Kabaya食品     | 01,600股   | 05.00% |
| 早安乳業       | 01,600股   | 05.00% |

## 歷史

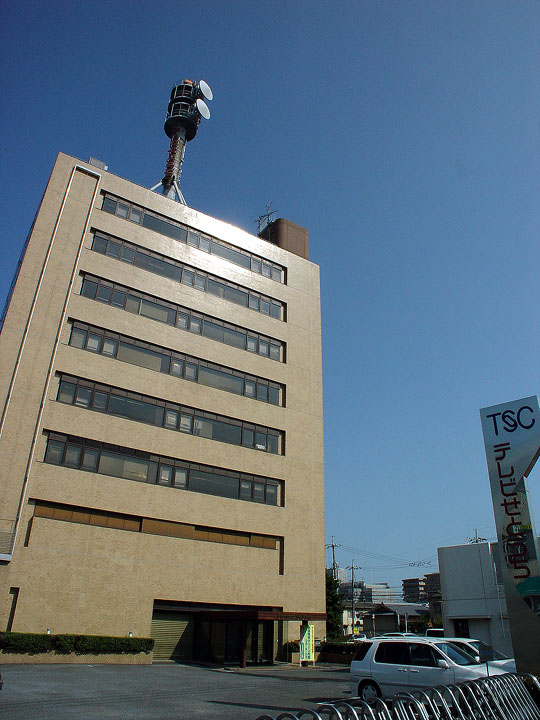
瀨戶內電視台舊總部

1978年，中鐵巴士社長藤田正藏等人以「東中國電視台」（東中国テレビ放送）名義申請獲得岡山縣第三個電視播出執照:52。當時岡山縣內已有JNN的山陽放送和FNN的岡山放送兩家民營電視台。1981年，郵政省宣布將岡山縣和香川縣合併為一個播出區域，並在岡山·香川地區新釋出UHF23頻道:52。這一頻道引發多達352家公司申請獲得執照。在經過長達2年的調整後，最終這些申請得以整合，由藤田正藏以「瀨戶內電視台」的名義申請電視執照，並在1984年7月24日正式獲得播出執照:53。1984年10月3日，瀨戶內電視台舉辦成立大會。瀨戶內電視台創立時資本額為8億日元，由藤田正藏擔任社長，中鐵巴士是最大股東:53。1984年11月20日，瀨戶內電視台舉辦了總部大樓的開工式。瀨戶內電視台總部大樓共有地上8層，總樓面面積2,818平方公尺，在1985年7月29日竣工:54。
1985年9月24日，瀨戶內電視台開始進行試播；同年10月1日早晨6時18分，瀨戶內電視台正式開播，成為日本第104家民營電視台:54。開播當天的早晨7點，瀨戶內電視台播出了一個小時的特別節目:56-57。開播之後，除了同屬播出地區的高松市之外，瀨戶內電視台還在東京都及大阪市設立了分公司:55。1989年度，瀨戶內電視台的營業額達25.1億日元，首次超過20億日元:64。1991年度，瀨戶內電視台實現8,000萬日元的盈利，達成開播以來首次扭虧為盈:64。
1992年，為改善財務狀況，瀨戶內電視台增資至16億日元。然而在1995年的開播10週年之際，瀨戶內電視台仍有19.34億日元的累計虧損:65。1997年，隨著可收視範圍的擴大，瀨戶內電視台的廣告收費標準和岡山·香川地區其他四家民營電視台並駕齊驅:111。1998年度，瀨戶內電視台的全日平均收視率達4.2%、黃金時段（19時至22時）平均收視率達9.4%、晚間時段（19時至23時）平均收視率達8.5%，均創出歷史新高。但由於這一年日本經濟不景氣，營業額反而減少:70。加上母公司中鐵集團在這一時期經營狀況惡化，無力負擔更多虧損，藤田正藏在1999年將中鐵巴士持有的股份出售給山陽新聞社。瀨戶內電視台自此成為山陽新聞集團的一員:71。山陽新聞社接手經營之後，在全面強化瀨戶內電視台廣告營業態勢的同時徹底削減支出:72。2000年，瀨戶內電視台制定了「5·4·2計劃」，目標內容包括人均營業額5,000萬日元、總營業額40億日元、營業利益率20%:78。同年瀨戶內電視台開設了公司官網:136。2003年，瀨戶內電視台比計劃提前1年實現了償還所有累計債務的目標，實現無債務經營:78。2004年，瀨戶內電視台的營業利益率達到23%，在日本民營電視台中排名第二:82。
為刷新企業形象，瀨戶內電視台在2004年設計了新商標，並啟用吉祥物「小七」。新商標和「小七」均是瀨戶內電視台員工北井良枝的作品:35。2005年，瀨戶內電視台在開播20週年之際舉辦了一系列紀念活動，並播出了《熱烈歡迎！家族的食堂》等特別節目:22-28。2006年12月1日，瀨戶內電視台開始播出數位電視訊號，遙控器選台號碼定為7頻道:44-47。同年瀨戶內電視台還遷入山陽新聞社新總部大樓內辦公:43-44。2017年，土井雅人接替川端英男，成為瀨戶內電視台現任社長。

## 節目

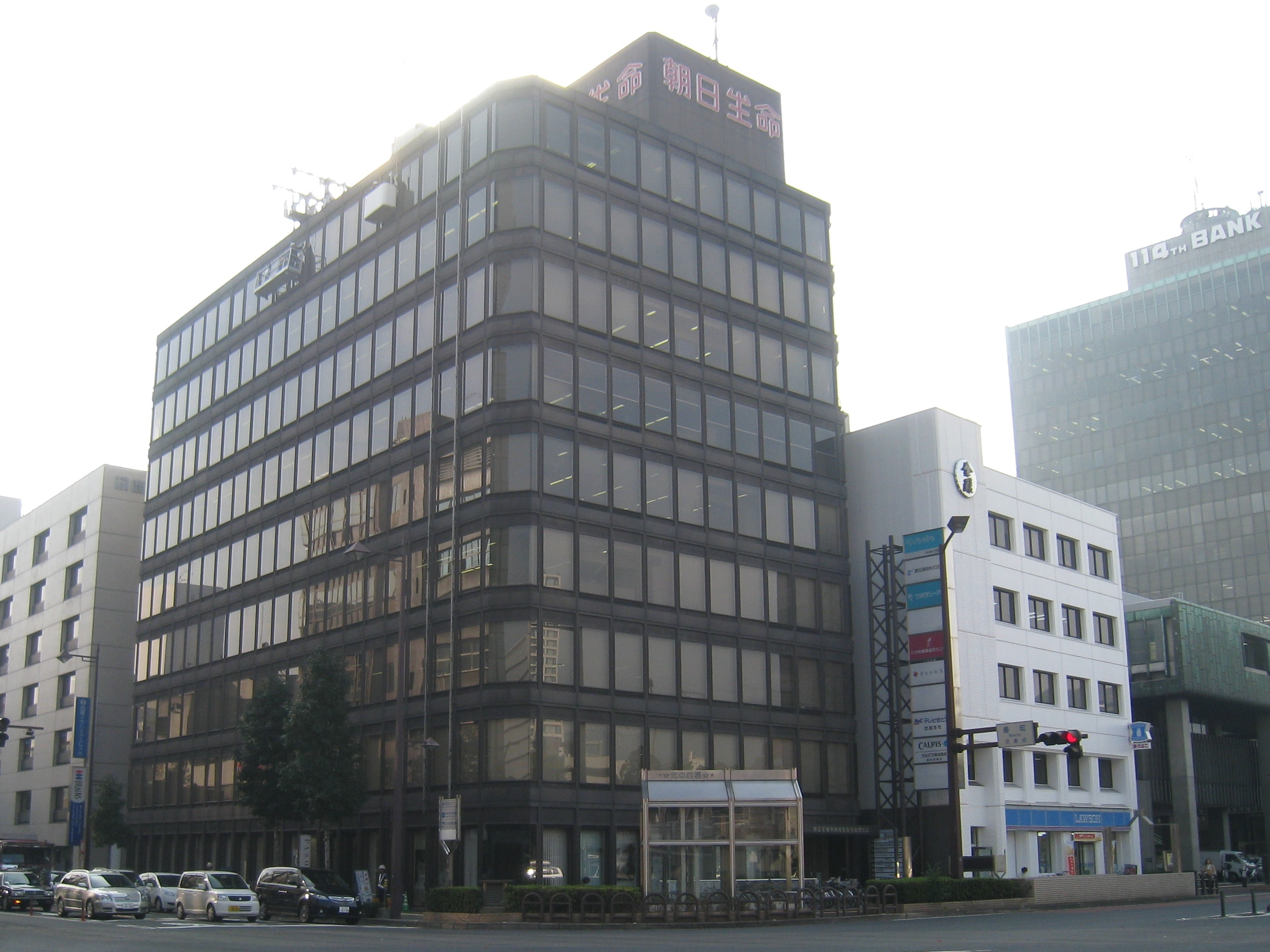
瀨戶內電視台四國分公司，位於高松市朝日生命高松大樓4層

在開播初期，瀨戶內電視台在每天播出4檔自公司製作的新聞節目，並在週日晨間播出《聚焦瀨戶內》（くろーずUPせとうち）、週一至週五午後播出《瀨戶內情報局》（せとうち情報局）兩檔資訊節目，播出岡山及香川地區的資訊:57。1988年的瀨戶內海大橋通車特別節目是首個由瀨戶內電視台製作，通過TXN聯播網在全日本播出的節目:62。1990年開始，瀨戶內電視台在週一至週五傍晚17點播出帶狀新聞節目《TSC Nice5》，成為岡山香川地區播出時間最早的傍晚新聞節目，也是播出長達13年的長壽節目:64。1994年，該節目提前5分播出，播出時間延長至35分:67。瀨戶內電視台成為山陽新聞社集團成員後，通過展開跨媒體合作的方式在新聞中強化了《山陽新聞》色彩:99。2005年，瀨戶內電視台在開播20週年之際將傍晚新聞節目更名為《The News TSC》:29-30。現在瀨戶內電視台在傍晚播出的新聞節目名為《七色香料》，在週一至週五17點播出。
播出於1989年的《偶像英里子傳說》是瀨戶內電視台首個在TXN聯播網全國播出的動畫節目:63。這部作品的成功令瀨戶內電視台之後製作了多部在全國播出的動畫，其中《可愛巧虎島》更是連續播出超過14年的長壽節目:63。2012年開始，瀨戶內電視台將《可愛巧虎島》內容進行改革，從動畫節目變為包括動畫單元在內的兒童節目《巧虎Wow!》，不僅同樣通過TXN聯播網在全日本播出，還製作了劇場版。2013年，《巧虎Wow!》獲得了在德國漢堡舉辦的世界媒體節教育部門金獎。2019年，該節目獲得亞洲電視獎最佳學前節目獎。

## 外部連結
- 官方網站 （页面存档备份，存于）
- TSC瀨戶內電視台的X（前Twitter）
- YouTube上的TSC瀨戶內電視台頻道

34°39′29.1″N 133°55′12.7″E / 34.658083°N 133.920194°E